# 阿頼度島

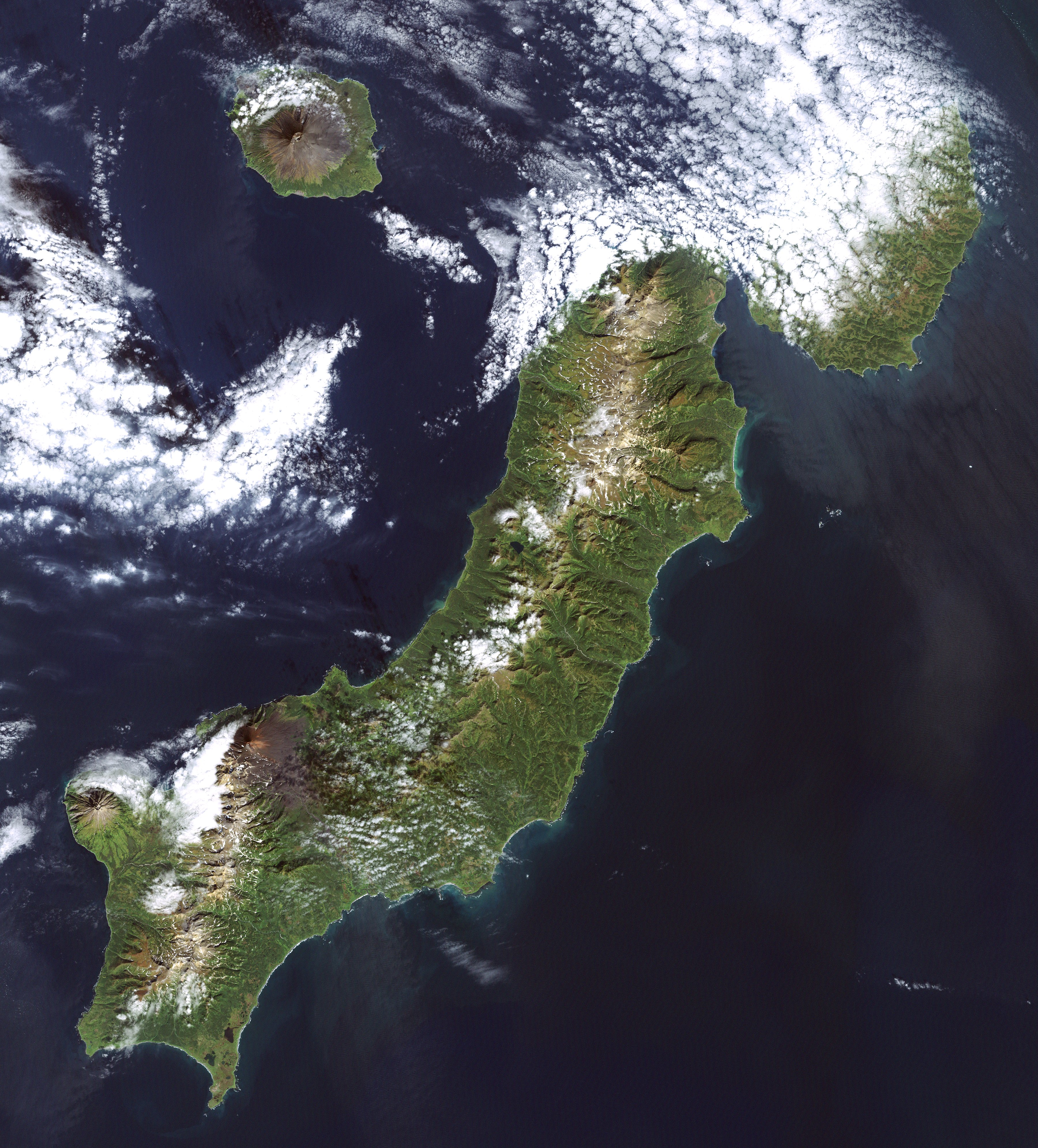
左上が阿頼度島（中央は幌筵島）

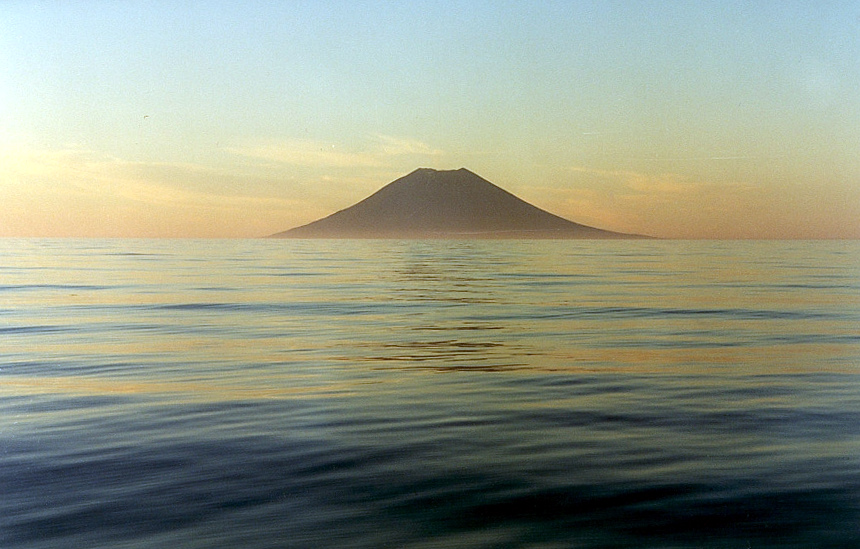
阿頼度島

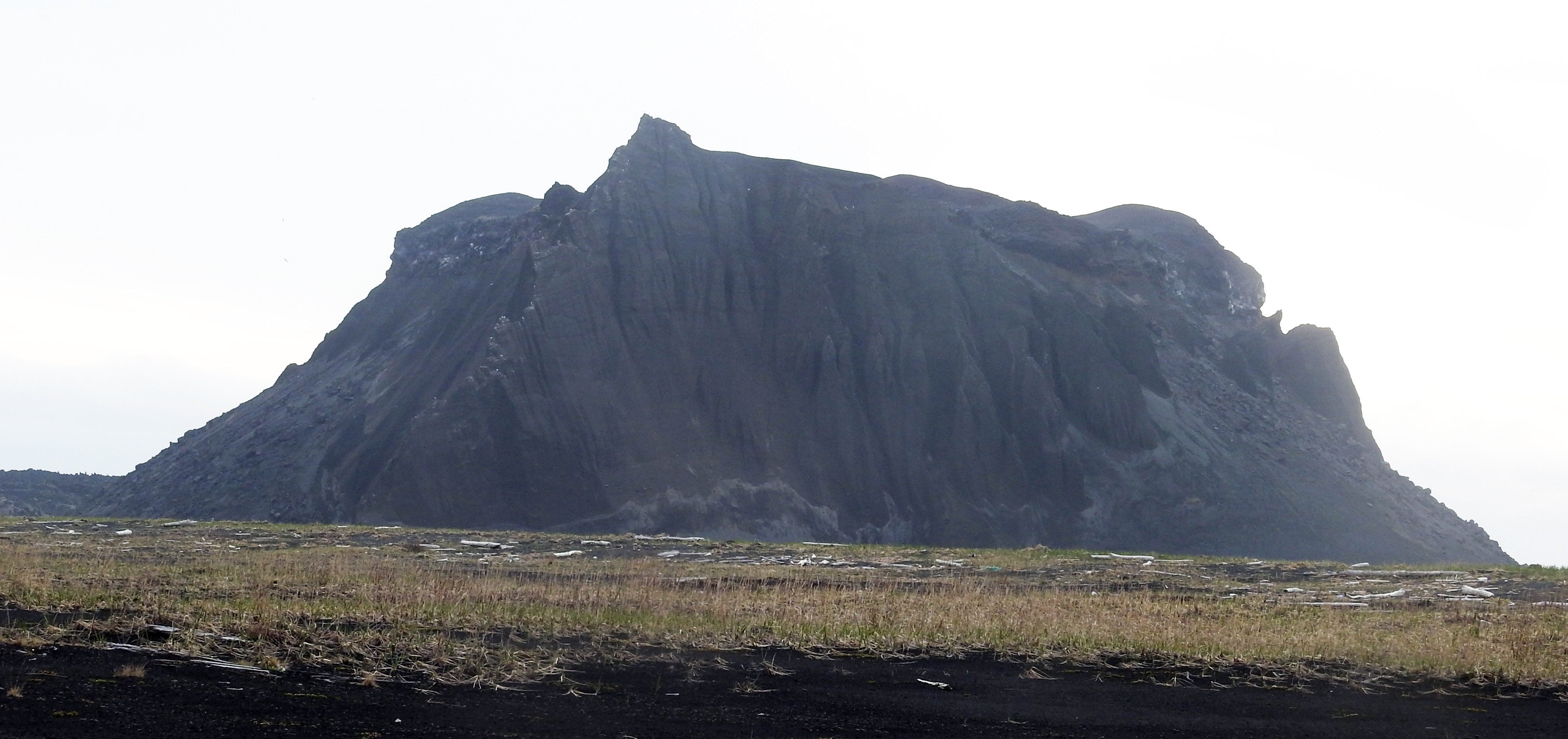
1933年に新たにできた武富島

阿頼度島（あらいどとう、英語表記：Alaid Island）は、千島列島の最北端に位置する火山島である。ロシア名はアトラソフ島 (остров Атласова、英語表記：Atlasov Island)。

## 地理
全体的に円形の島であり、阿頼度山（あらいどざん、海抜2,339 m、ロシア名：アライト山 влк.Алаид、英語表記：Alaid）が聳える火山島である。島の名前の由来は、アイヌ語の「アウ・ライト（噴火口の内が地獄のようにどろどろに溶けた溶岩の溜池）」から。
島の平地は草や枯れた木があり、黒い砂などが露出している。所々にはアイザワソウやアライドヒナゲシが見られる。標高が300-700 mになるとミヤマハンノキやハイマツが密生している。なお、ミヤマハンノキの林の中には旧日本軍が掘った塹壕があり、総延長は12 kmに及ぶ。丘には砲台の跡が残っている。島に入るためにはロシア人のガイドが必要で、一歩間違えると火山性のガスを吸い込んでしまうことも有り得る。
1933年から1934年にかけ、海底火山が噴火。島の東側に高さ約100 mの小島が形成され、発見者である農林省監視船船長の苗字から武富島（たけぶじま）と命名されている。噴火は11月13日に開始した可能性が高く、翌年1月の農林省調査船によって現地調査が行われている。幌莚島の気象観測所においては翌年2月まで噴火が確認されている。さらに1934年4月には島の東部の一ノ渡（通称「東京湾」）や占守島の白岩において流木の異常堆積や船や小屋の破損が確認されたほか、占守島中川でも鱈漁場でも被害が記録されており、これらの状況から1933年11月の噴火によって高さ約5 m程度の津波が発生した可能性が指摘されている。なお、この津波発生が事実だとすると、1933年の千島列島北部においては、春牟古丹島の1月8日の事象とあわせて火山噴火に関わる津波が二度発生したことになる。なお、オホーツク海沿岸における既存の津波研究は、地震による津波を対象としたものである（例えば）。
樺太千島交換条約の締結により、千島列島全体が日本の領土になった時から、サンフランシスコ講和条約によって樺太・千島の領有を放棄する時までは、この島の「最北埼」（北緯50度55分30秒・東経155度32分）が文字通り日本の最北端であった。

## 阿頼度山

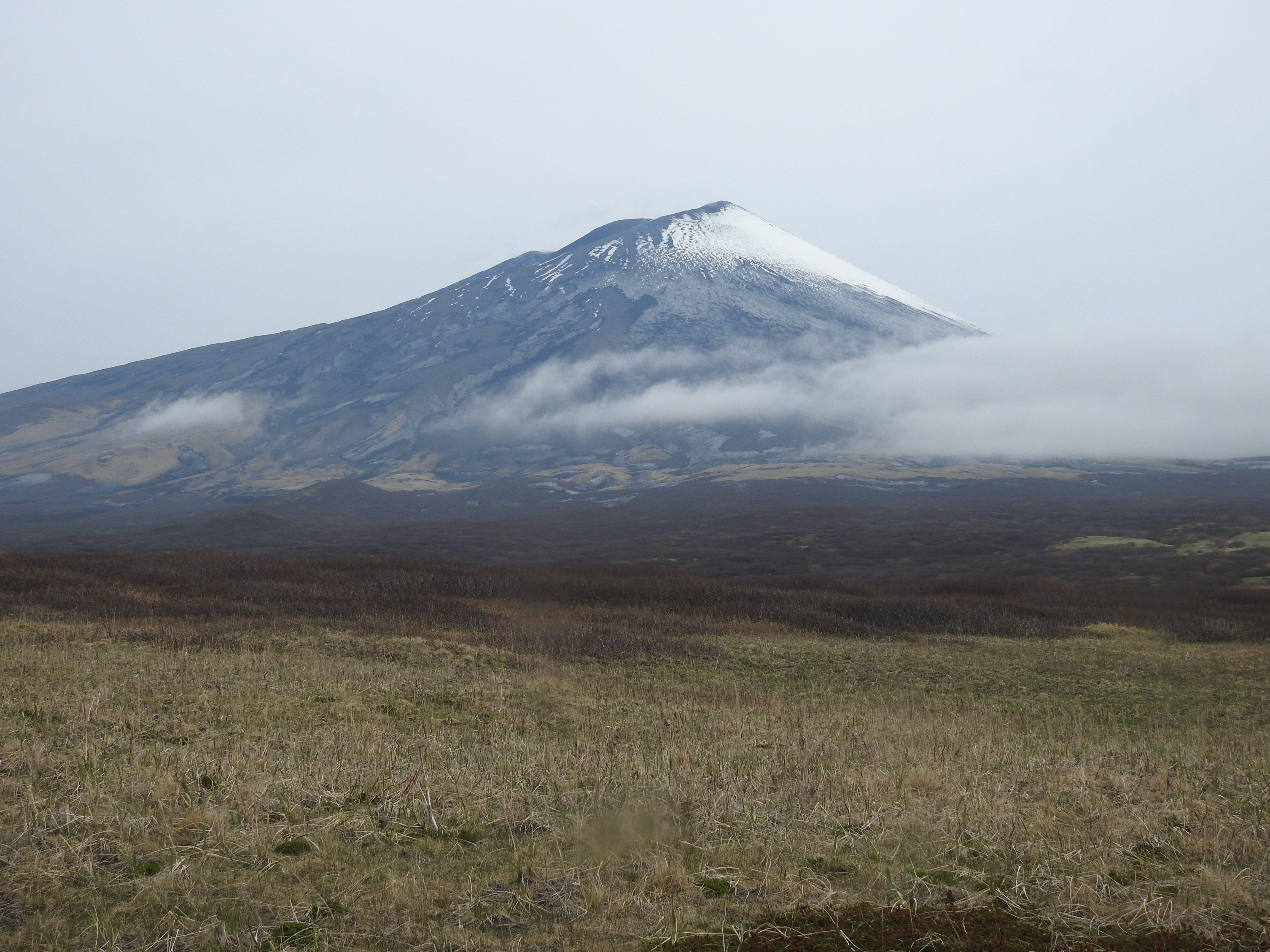
千島列島の最高峰、秀峯阿頼度山（2,339 m）。北海道の最高峰とされることもある。

阿頼度山は、千島列島の山で最も高く、かつ最北端に位置する。また、その秀麗な山容から一名を阿頼度富士ともいう。阿頼度山は3つの山から成り、北から順に東岳（海抜：阿頼度山に同じ）、中岳（海抜不明）、西岳（海抜2,289 m）となっている。
阿頼度山は1770年に噴火が記録されて以降、直近の1996年までに数年から数十年という間隔で何度も噴火を繰り返しており、特に1790年と1981年のものは全千島列島でも最大級の噴火であったといわれる。
日本が領有していた当時は北海道の最高峰であり（現在は大雪山連峰の旭岳）、山頂は夏至の頃日本で最も日の出が早い地点（上辺日の出が1年で最も早いのは夏至の4日前で2時9分）であった。ロシア連邦にとってはサハリン州の最高峰でもある。

### 名称
アイヌはかつてこの山を「オヤツコバゲ」「オヤコバッカ」、または「チャチャ（チャチャ・ヌプリ、爺爺岳を参照）」と呼んでいたため、別名として親子場山（おやこばざん）という呼び名がある。
また、正保御国絵図には「ヲヤコハ」、元禄御国絵図は「おやこば」、蝦夷闔境輿地全図は「ヲヤコバケ」との記述が存在する。
なお、別名である「親子場」の由来は「オヤク・オ・パケ（外側に・…にある・頭＜島形＞があたかも海上に置いたかに見える→島の列の外側に有って頭のような島）」からである。この由来が指す「島の列の外側」とは、千島列島の列から外れた西側に阿頼度島が存在するためである。

## 歴史

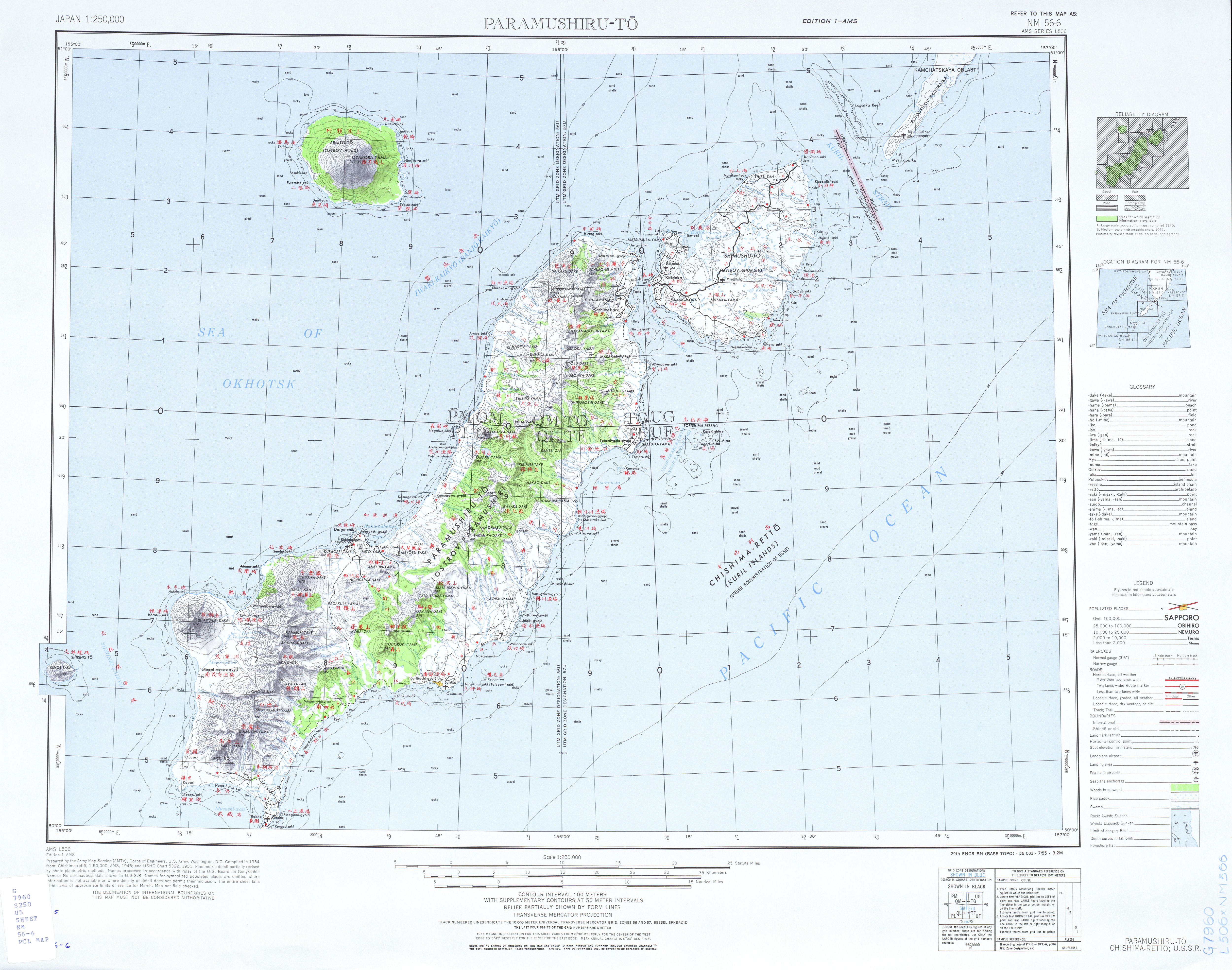
1954年のロパートカ岬・占守海峡・占守島・幌筵島・阿頼度島・志林規島

1875年（明治8年）の樺太・千島交換条約により日本領となった。日本の行政区分においては北海道根室支庁（現在の根室振興局）管内の占守郡に属した。周辺はタラの良い漁場で、戦前の漁期には隣の幌筵島とともに本州や北海道から多くの漁師が訪れたという。
現在はロシア連邦が実効支配しているものの、日本政府は国際法上、帰属未定地であるとしている。

### 年表
- 1651年（慶安4年） - 正保国絵図のため松前藩が提出した地図に、「ヲヤコハ」の名がある。
- 1855年（安政元年） - 日露通好条約によりロシア領となる。
- 1875年（明治8年） - 樺太・千島交換条約により日本領になる。
- 1933年（昭和8年）- 一ノ渡近傍で噴火が発生（地理の項で詳述）。
- 1945年（昭和20年）8月 - ソ連軍が上陸し占領する。日本が降伏した9月2日に出された一般命令第1号により、ソ連占領地とされた。
- 1946年（昭和21年） - GHQ指令により、日本の施政権が正式に停止される。直後に、ソ連が領有を宣言する。
- 1952年（昭和27年） - サンフランシスコ講和条約で日本が領有権を放棄する。ただし、ソ連は同条約に調印していないため、日本は北方四島以外の千島列島の帰属は未確定との立場をとっている。
- 1959年（昭和34年） - 国境警備隊と国籍不明の人物が交戦し、隊長が戦死。上陸こそ阻止したが、その人物は服毒自殺を図った[9][注釈 3]。
- 1991年（平成3年） - ソ連が崩壊した後に成立したロシア連邦が実効支配を継承。